# Richy Müller
Richy Müller, właściwie Hans-Jürgen Müller (ur. 26 września 1955 w Mannheim) – niemiecki aktor telewizyjny i filmowy.

## Wybrana filmografia
- 1984: Arka Noego (Das Arche Noah Prinzip) jako Billy Hayes
- 1990: Rosamunda (Rosamunde) jako Bruno
- 1996: Superżona (Das Superweib) jako Papai
- 1997: Życie to plac budowy (Das Leben ist eine Baustelle) jako Theo
- 1997: Aptekarka (Die Apothekerin) jako Dieter Krosmansky
- 2002: xXx (jako Milan Sova)
- 2004: Do zobaczenia (I’ll Be Seeing You) jako Bob
- 2006: Chmura (Die Wolke) jako Albert Koch
- 2006: Cztery minuty (Vier Minuten) jako Kowalski
- 2007: Wyspa skarbów (Die Schatzinsel) jako Czarny Pies/George Merry
- 2007: Jednostka specjalna (GSG 9 – Ihr Einsatz ist ihr Leben) jako Karl Römer
- 2008: Żabi król (Der Froschkönig) jako Heinrich
- 2008-2017: Tatort (Miejsce zbrodni) jako Martin Mollenhauer
- 2010: Dzienniki z Poll (Poll) jako Mechmershausen
- 2012: Siostry wampirki jako Ali Bin Szyk
- 2014: Siostry wampirki 2 (Die Vampirschwestern 2 – Fledermäuse im Bauch) jako Ali Bin Szyk
- 2016: Die Vampirschwestern 3 – Reise nach Transsilvanien jako Ali Bin Szyk